# Ligne de Gisors-Embranchement à Pont-de-l'Arche
La ligne de Gisors-Embranchement à Pont-de-l'Arche est une ligne de chemin de fer française secondaire à voie normale de 53,3 km de longueur, située dans l'Eure. Elle relie la ligne de Saint-Denis à Dieppe à la ligne de Paris-Saint-Lazare au Havre, et permet depuis ces dernières de desservir les centres agricoles du Vexin normand.
Elle constitue la ligne 342 000 du réseau ferré national.

## Histoire
La ligne est concédée à titre éventuel le 23 août 1865 par le préfet du département de l'Eure, comme chemin de fer d'intérêt local, à la compagnie du chemin de fer de Pont-de-l'Arche à Gisors . La déclaration d'utilité publique est signée le 9 juin 1866, rendant ainsi la concession définitive. Elle est ouverte le 29 décembre 1868. Le 25 mai 1870, le Conseil Général de l'Eure donne son accord pour son rachat par la compagnie du chemin de fer d'Orléans à Châlons, réseau de l'Eure, qui a ouvert peu avant la ligne de Gisors-Boisgeloup à Pacy-sur-Eure et souhaite constituer un réseau cohérent en Normandie. La compagnie fait faillite en 1884 et l'État rachète la ligne à la compagnie. La convention signée le 2 octobre 1891 entre le ministre des Travaux publics et le syndic de faillite de la compagnie est approuvée par une loi le 3 août 1892 qui,. Cette loi  reclasse la ligne dans le réseau d'intérêt général et concède à titre définitif la ligne à la compagnie des chemins de fer de l'Ouest.
Les difficultés de la Compagnie des chemins de fer de l'Ouest sont si lourdes qu'en 1908, l'Administration des chemins de fer de l'État rachète le réseau. Le rachat est voté le 13 juillet, avec effet au 1er janvier 1909.
Elle est fermée au trafic de voyageurs le 1er mars 1940 entre Gisors et Charleval, puis le 9 avril 1956 entre Charleval et Pont-de-l'Arche. Le tronçon de Gisors à Étrépagny est fermé au trafic de marchandises puis déclassé (PK 0,344 à 15,380) le 10 novembre 2003. Celui d'Étrépagny à Pont-de-l'Arche voit subsister un trafic fret pour la sucrerie d'Étrépagny.

## Tracé

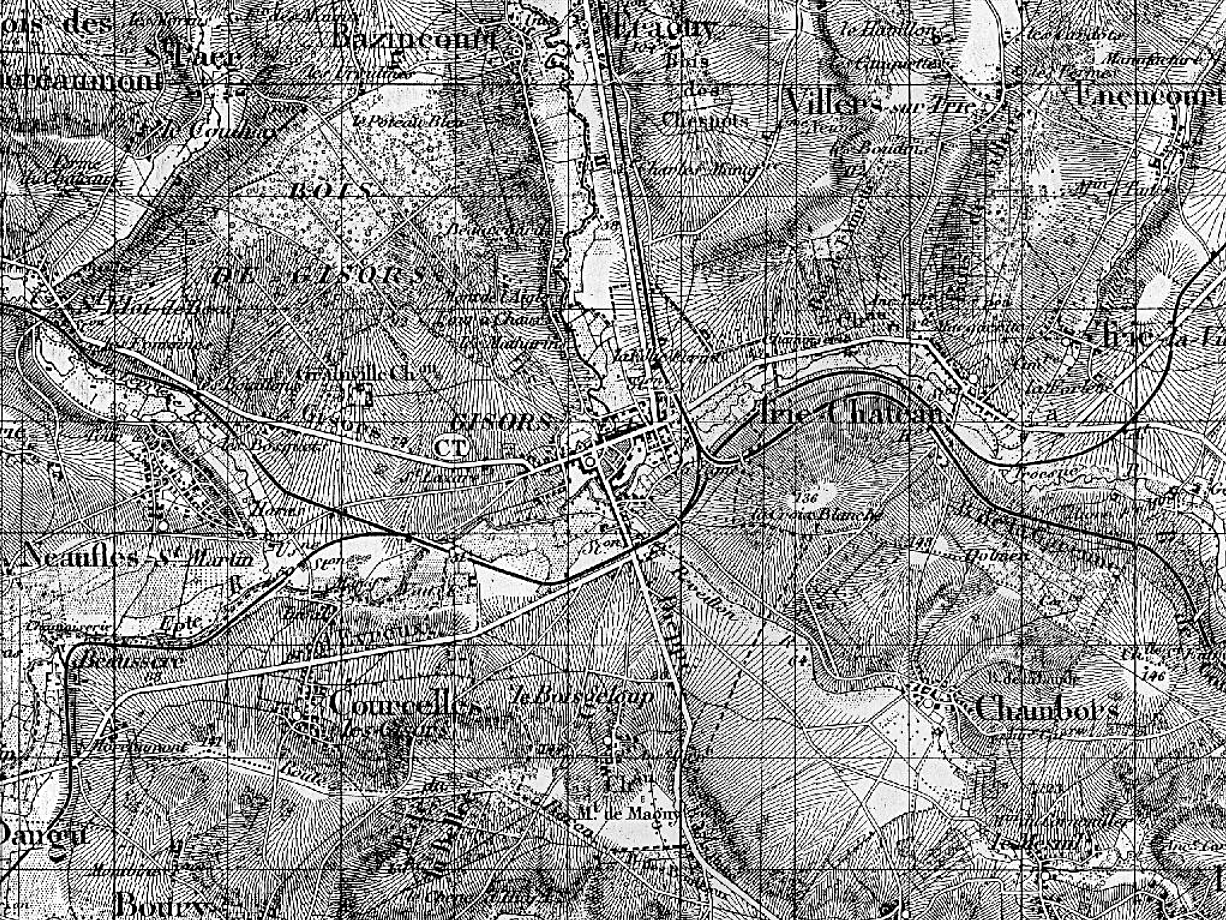
Le nœud ferroviaire de Gisors vers 1910.

La ligne à voie unique trouve son origine en gare de Gisors-Embranchement. Elle contourne la ville par l'est puis s'incurve vers le sud, où elle reçoit le raccordement direct de la ligne de Beauvais à Gisors-Embranchement avant d'atteindre la gare de Gisors-Boisgeloup ou Gisors-Ville, située au sud de l'agglomération. À la bifurcation d'Inval, la ligne de Gisors-Boisgeloup à Pacy-sur-Eure s'oriente vers le sud suivant la vallée de l'Epte, tandis que la ligne de Pont-de-l'Arche s'oriente à l'ouest, dans la vallée de la Levrière, puis dans celle de la Bonde. Elle parvient alors sur le plateau du Vexin normand. Le long de son tracé, la ligne dessert plusieurs localités agricoles et d'industries légères (tissage, filature, fabriques de meubles). Après Bézu-Saint-Éloi, un atelier s'embranche au PK 8,8, puis à Étrépagny et Saussay-Écouis, d'autres embranchements desservent des sucreries. 
Ayant atteint le faîte de son tracé, la ligne descend en pente de 6 à 11 ‰, en suivant la rive gauche du Fouillebroc, vers la vallée de l'Andelle et atteint Charleval, situé au confluent de la Lieure et de l'Andelle, gare de bifurcation de la ligne de Charleval à Serqueux. La ligne suit alors la vallée de l'Andelle sur la rive gauche jusqu'à Pîtres, où se situe son embouchure. Alors située sur la rive droite de la Seine, la ligne atteint la gare de Pont-de-l'Arche, située sur la ligne de Paris-Saint-Lazare au Havre, recevant auparavant les embranchements des entreprises Sabla à Pîtres et des Forges & Aciéries de Pompey au Manoir. Trois kilomètres avant la gare, l'ancien raccordement du Manoir permettait de diriger des trains vers Paris sans rebroussement en gare de Pont-de-l'Arche. 

## Installations préservées
La ligne est en partie déferré sur la section Gisors-Boisgeloup - Bernouville. Les bâtiments voyageurs ainsi que les maisons bordant les PN ont été vendus à des particuliers. Les gares de Pitres et de Romilly ont été détruites. Certains pont-rail subsistent sur le tracé.

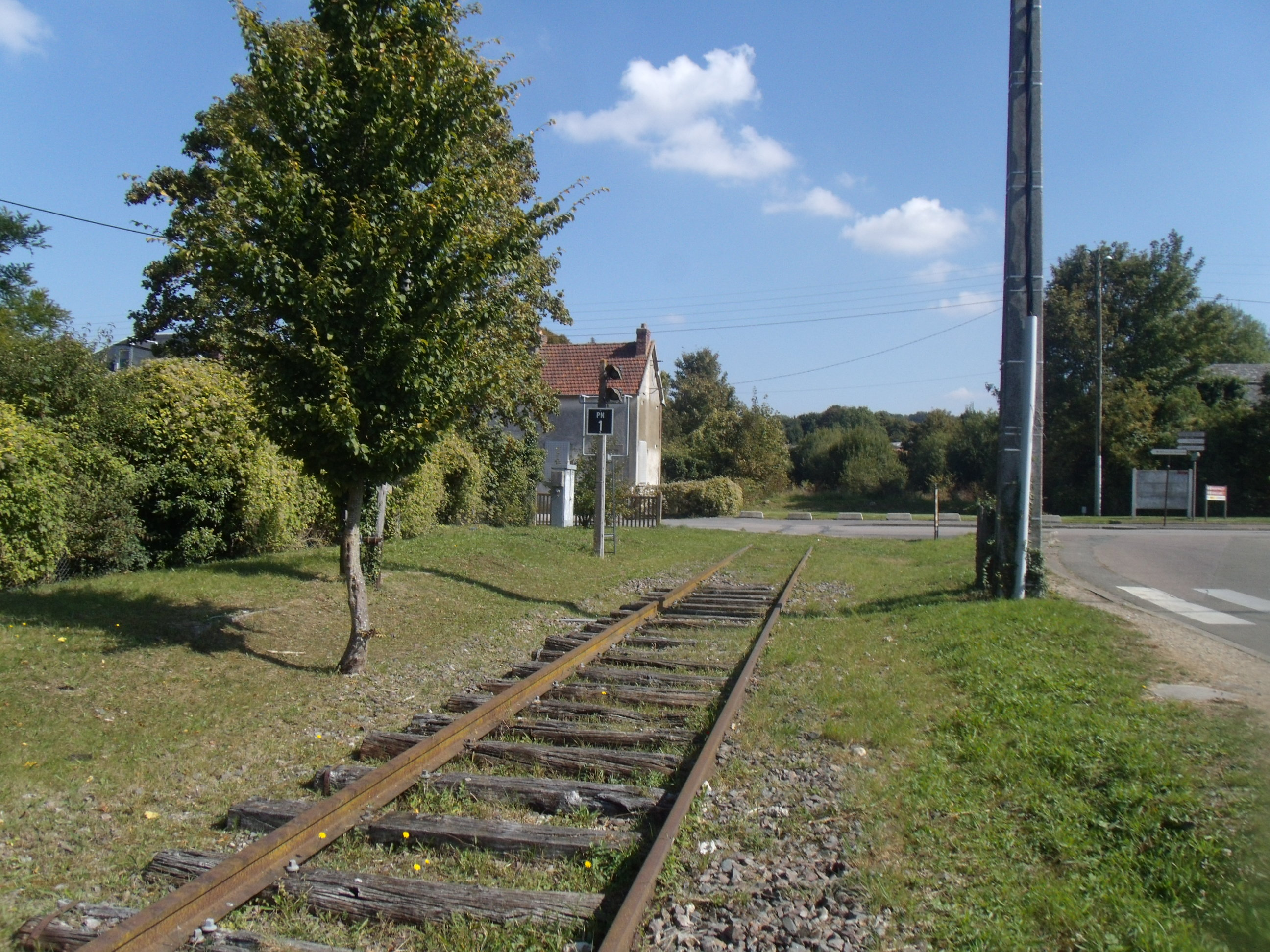
La signalisation protégeant le PN1 au début de la ligne.
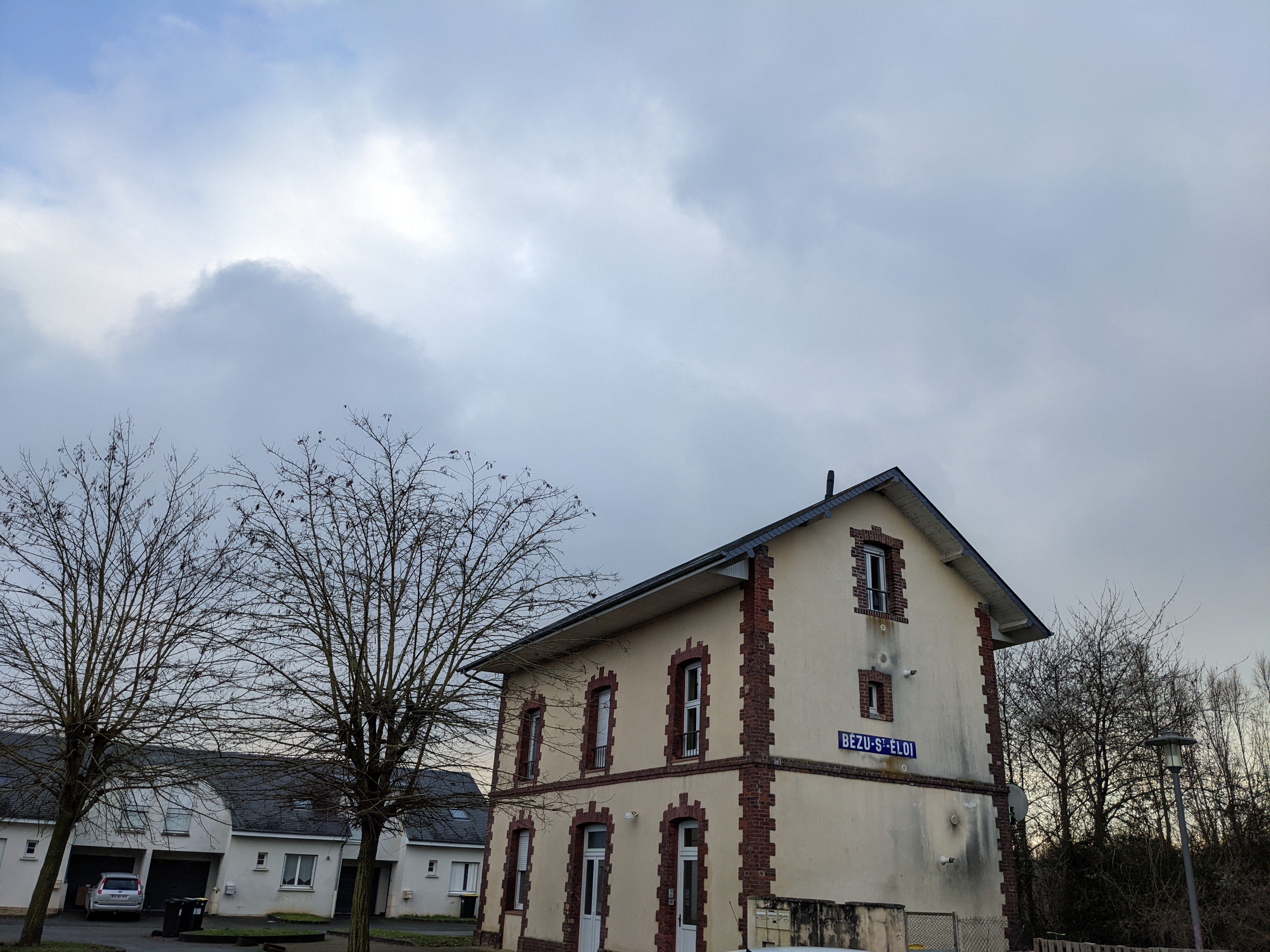
L'ancien bâtiment voyageurs de la gare de Bézu-Saint-Éloi.
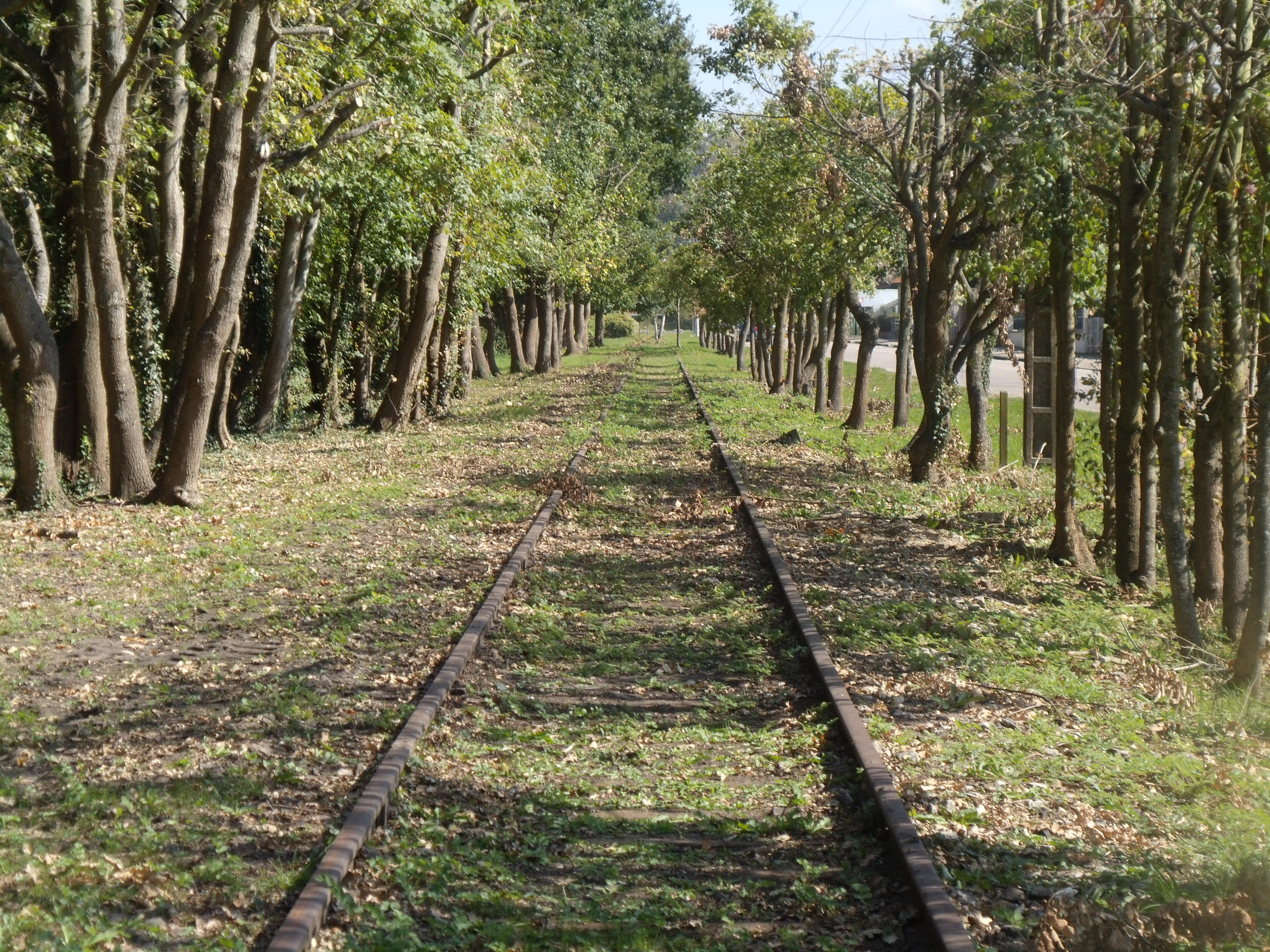
Végétation recouvrant la voie en direction de Gisors-Embranchement.
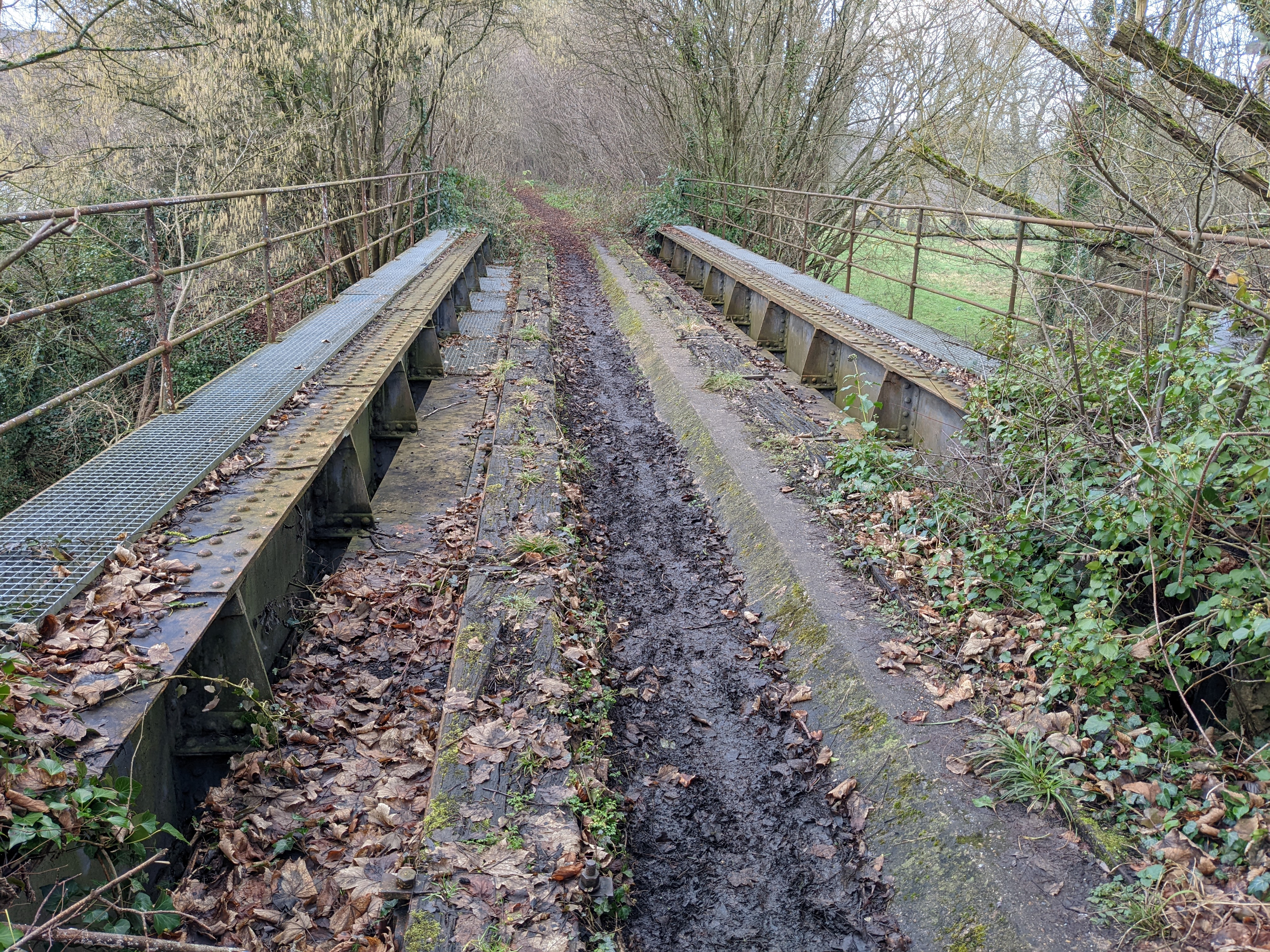
Le pont-rail sur la Levrière déferré, situé peu après l'ancienne gare de Bézu-Saint-Éloi.